# 卡祖莱斯
卡祖莱斯（法語：Cazoulès，法語發音：[kazulɛs]）是法国多尔多涅省的一个旧市镇，位于该省东南部，与洛特省接壤，属于萨拉拉卡内达区。2022年1月1日，卡祖莱斯与邻近的2个市镇合并为新市镇佩克德莱斯佩朗斯。

## 地理
卡祖莱斯（44°52'59"N, 1°26'2"E）面积3.52 平方千米，位于法国新阿基坦大区多爾多涅省，该省份为法国西南部内陆省份，是法國本土面积第三大的省，大致对应佩里戈尔地区，北起顺时针与夏朗德省、上维埃纳省、科雷兹省、洛特省、洛特-加龙省、吉倫特省和滨海夏朗德省接壤。
与卡祖莱斯接壤的市镇（或旧市镇、城区）包括：佩克德莱斯佩朗斯。
卡祖莱斯的时区为UTC+01:00、UTC+02:00（夏令时）。

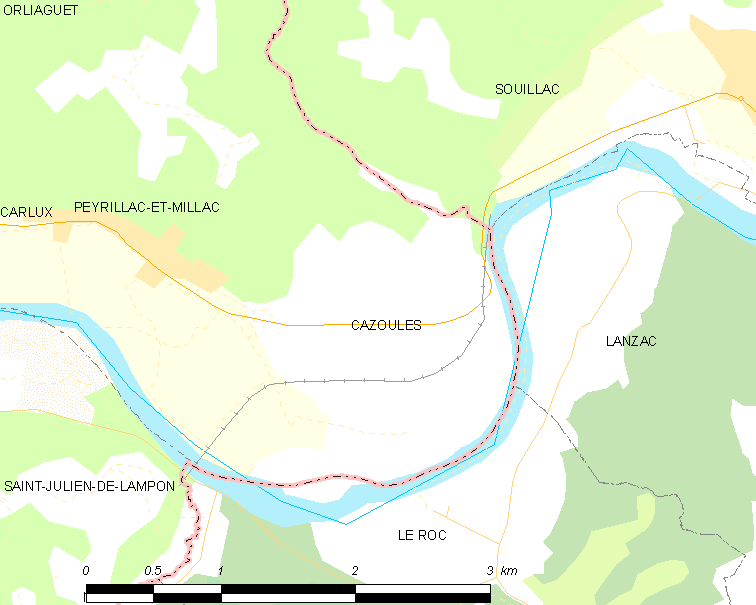
卡祖莱斯的OSM定位图

## 行政
卡祖莱斯的邮政编码为24370，INSEE市镇编码为24089。

## 政治
卡祖莱斯所属的省级选区为泰拉松-拉维勒迪约县。

## 人口

1962-2008年间卡祖莱斯人口变化图示

卡祖莱斯于2019年1月1日时的人口数量为450人。